# Neoclytus mulleri
Neoclytus mulleri är en skalbaggsart som beskrevs av Fuchs 1955. Neoclytus mulleri ingår i släktet Neoclytus och familjen långhorningar.
Artens utbredningsområde är Paraguay. Inga underarter finns listade i Catalogue of Life.